# Xi Kang
Xi Kang (xinès: 嵇康, 223–262), també conegut com a Ji Kang, va ser un escriptor, poeta xinès, filòsof taoista, músic i alquimista del període dels Tres Regnes. Va ser un dels set savis del bosc de bambú que es va allunyar de la perillosa política de la Xina del segle iii per dedicar-se a l'art i al refinament.
És conegut com a autor i també va ser un famós compositor i intèrpret de guqin. Va ser descrit com un home alt i guapo (aproximadament media 1,88 metres).

## Biografia
Com a pensador, va escriure sobre longevitat, teoria musical, política i ètica. Entre les seves obres hi havia Yangsheng Lun (飬 生 論, Assaig sobre la vida nutritiva), Shengwu Aile Lun (聲 無 哀樂 論, Discurs sobre sons [com] que no tenen pena ni alegria, és a dir Sobre l'absència de sentiments a la música), Qin Fu (琴 賦, Una composició sobre el Qin) i Shisi Lun (釋 私 論, Discurs sobre la individualitat). Com a músic, va compondre diverses peces en solitari per al qin.
Va ser molt crític amb el confucianisme i va desafiar moltes convencions socials del seu temps, provocant escàndols i sospites. Es va casar amb la neta de Cao Cao. Ji Kang va assumir un càrrec sota l'estat de Cao Wei, però el treball oficial l'avorrí. Quan el regent Sima Zhao va arribar al poder, li va oferir una posició civil, però Ji Kang va rebutjar amb insolència l'enviat de Sima Zhao, Zhong Hui. Quan un dels seus amics va ser empresonat per falsos càrrecs, Ji Kang va declarar en la seva defensa, però tots dos van ser enviats a la presó. A instàncies de Zhong Hui, Sima Zhao va condemnar a mort Ji Kang. Tres mil erudits van sol·licitar el seu perdó, però els seus enemics eren implacables. Abans de la seva execució, es diu que va tocar una última melodia al guqin, una cançó de cigne perduda per sempre.
Va escriure Guangling San, una composició per als Guqin que relatava l'assassinat d'un rei de Han. Es va dir que estava inspirat en una visita espiritual i va ser àmpliament aclamat.